# 尼泊尔萨米亚巴迪党（马列毛）
尼泊尔萨米亚巴迪党（马列毛），常被称作尼泊尔共产党（萨米亚巴迪），是尼泊尔的一个已不存在的小型共产主义政党。“萨米亚巴迪”即“共产主义”之意。1980年代，该党分裂自尼泊尔共产党（马列毛）。2002年，该党参加联合左翼阵线。2005年11月15日，该党和尼泊尔共产党（马列毛）合并为尼泊尔共产党（马列毛主义中心）。